# Saint-Raphaël
Saint-Raphaël (provensálsky Rafelencs) je francouzské město a přístav ve stejnojmenném kantonu, v departementu Var, v arrondissementu Draguignan, v regionu Provence-Alpes-Côte d’Azur v jihovýchodní Francii. Je známo jako klimatické lázně a letovisko na cestě mezi Cannes (24 km), Saint-Tropéz (20 km) a Nice.

## Geografie
Městská aglomerace se rozkládá v širokém pásu území od přístavu po úbočí hor dvou masivů (Massif Esterel a Massif Maures)  až do výšky 560 metrů nad mořem, ve výšce 767 metrů stojí poutní kaple Panny Marie andělů (Notre Dame des Anges), pod vrcholem Montagne de Lachens o výšce 1712 metrů. V horách byly v době římské antiky doly na vzácný modrý porfyr, užívaný na sarkofágy a sloupy paláců i chrámů.

## Historie
Pobřeží bylo osídleno od pravěku a kromě archeologickách nálezů se v okolí dochovaly dva megality (dolmén v La Gastée, menhír ve Veyssière). V období římské říše vznikl přístav Portus Agathonis na křižovatce silnic Via Iulia Augusta a Via Aurelia. První křesťanské osídlení bývá spojováno s poustevníkem svatým Honoratem z Arles († 430), který v Esterelu obýval jeskyni Sainte-Baume a založil opatství Lérins. V 8.-10. století dobyli území Saracéni, vyhnaní až roku 973.  První písemná zmínka o obci Sanctus Raphaelus je z roku 1065. Původně rybářská vesnice byla nazvána podle archanděla Rafaela, patrona rybářů. Ve znaku jej má jako strážného anděla vedoucího dítě. Obec i její okolí patřilo pod správu benediktinů z Lérinsu a opatství Saint-Victor z Marseille.
Na moderní město byla obec rozšířena a dosídlena během 19. století spojením se sousedním městem Fréjus. V roce 1799 zde přistála loď s Napoleonem Bonapartem, před jeho státním převratem v Paříži. Ve druhé polovině 19. století začala výstavba lázeňských domů a rezidencí, která pokračovala i v poválečných a meziválečných letech.
Za první světové války v roce 19̈15 zde byl vybudován vojenský tábor. Pobřežní dvoukolejné železniční spojení mezi Saint-Raphaëlem a Nice prochází přes vysoký viadukt postavený na pobřeží v připojené obci Anthéor. Tyto tratě měly během druhé světové války strategický význam. Vozily se tudy dodávky proviantu a zbraní francouzským vojenským jednotkám. Od září 1943 do února 1944 byl viadukt z Anglie třikrát bombardován, celkem 31 bombardovacími letadly Lancaster. Letadla druhého náletu letěla na Rabat do Maroka a ze třetího náletu na Sardinii. Jeden Lancaster z prvního náletu se ztratil a nepřátelská palba na viadukt směřovala na město i z lodí na moři. Při útocích bylo zabito 8969 obyvatel, ale železniční spojení nebylo přerušeno. 15. srpna 1944 došlo v rámci operace Dragoon k vylodění Spojenců na pláži.

## Současnost
Město a jeho okolí slouží především službám spojeným s turistickým ruchem, je spojnicí na cestě ze Saint Tropéz do Nice.

## Památky
- Kostel San Rafeu (archanděla Rafaela, patrona obce) - postaven ve 12. století v románském provensálském stylu, sloužil obyvatelům také jako refugium (pevnost), věž připomíná stavby templářů, proto bývá  někdy označen jako templářský kostel; nyní odsvěcen slouží jako památník; z návrší je panoramatický výhled na město
- Bazilika Panny Marie Vítězné, trojlodní stavba v novobyzantském stylu, vybudovaná ve 2. polovině 19. století na památku vítězství křesťanských států Středozemí nad tureckou flotilou admirála Aliho Paši a sultána Selima II. v námořní bitvě u Lepanta. V roce 2004 jí Jan Pavel II. udělil titul Basilica minor.
- chrámy: arménský, řecký ortodoxní, protestantský, mormonů, kaple.
- Dolmen de la Gastée (také Gastet) - pravěká megalitická stavba z období neolitu, stojí poblíž Saint-Raphaël, východně od Cabasse
- Zlatý ostrov (Île d'Or) – opevněný ostrůvek s věží z období Saracénů
- Calanque d'Anthéor - připojená obec s památným viaduktem
- Archeologické muzeum
- Muzeum Louise de Funèse, otevřeno roku 2019[1]

## Osobnosti
- Alphonse Karr (1808–1890) - francouzský spisovatel a žurnalista, zasloužil se o rozvoj města, zemřel zde
- Capucine (1928–1990) - francouzská herečka
- Earvin Ngapeth (* 1991) - francouzský volejbalista

## Galerie

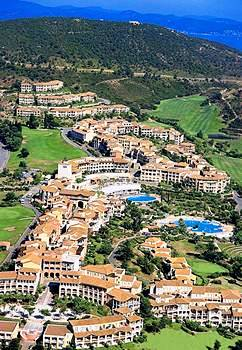
Pohled z mysu Esterel
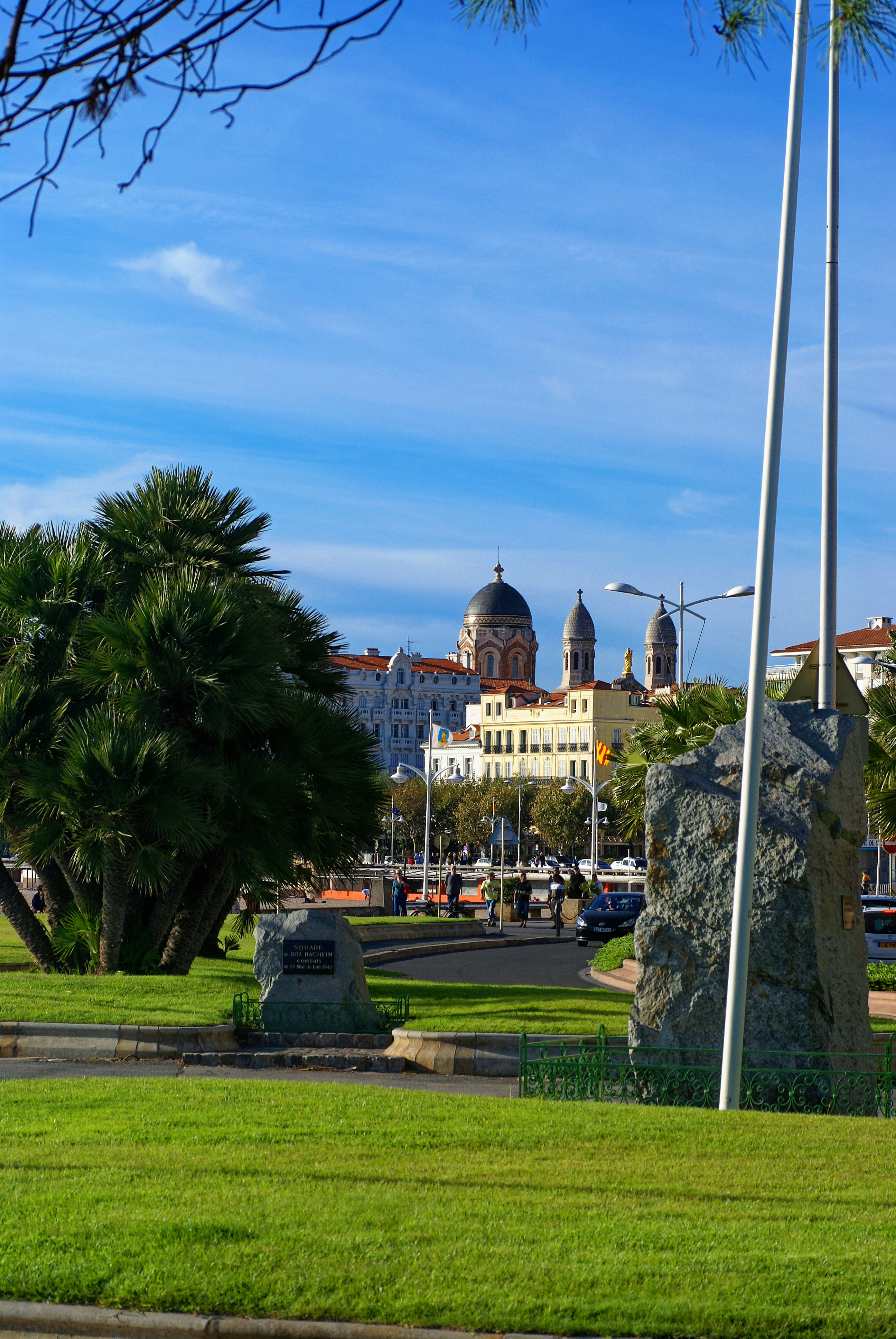
Panorama
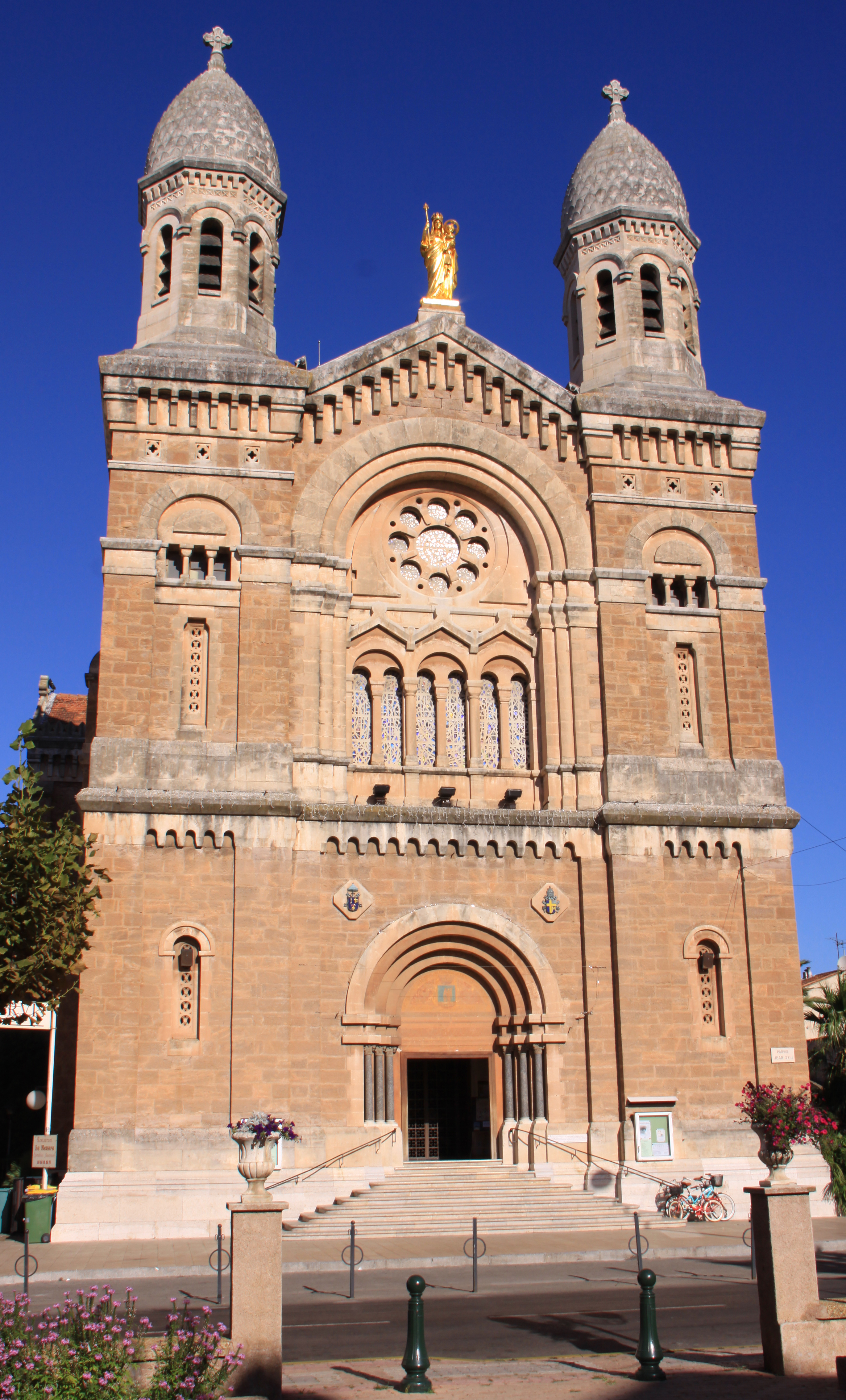
Notre Dame de la Victoire
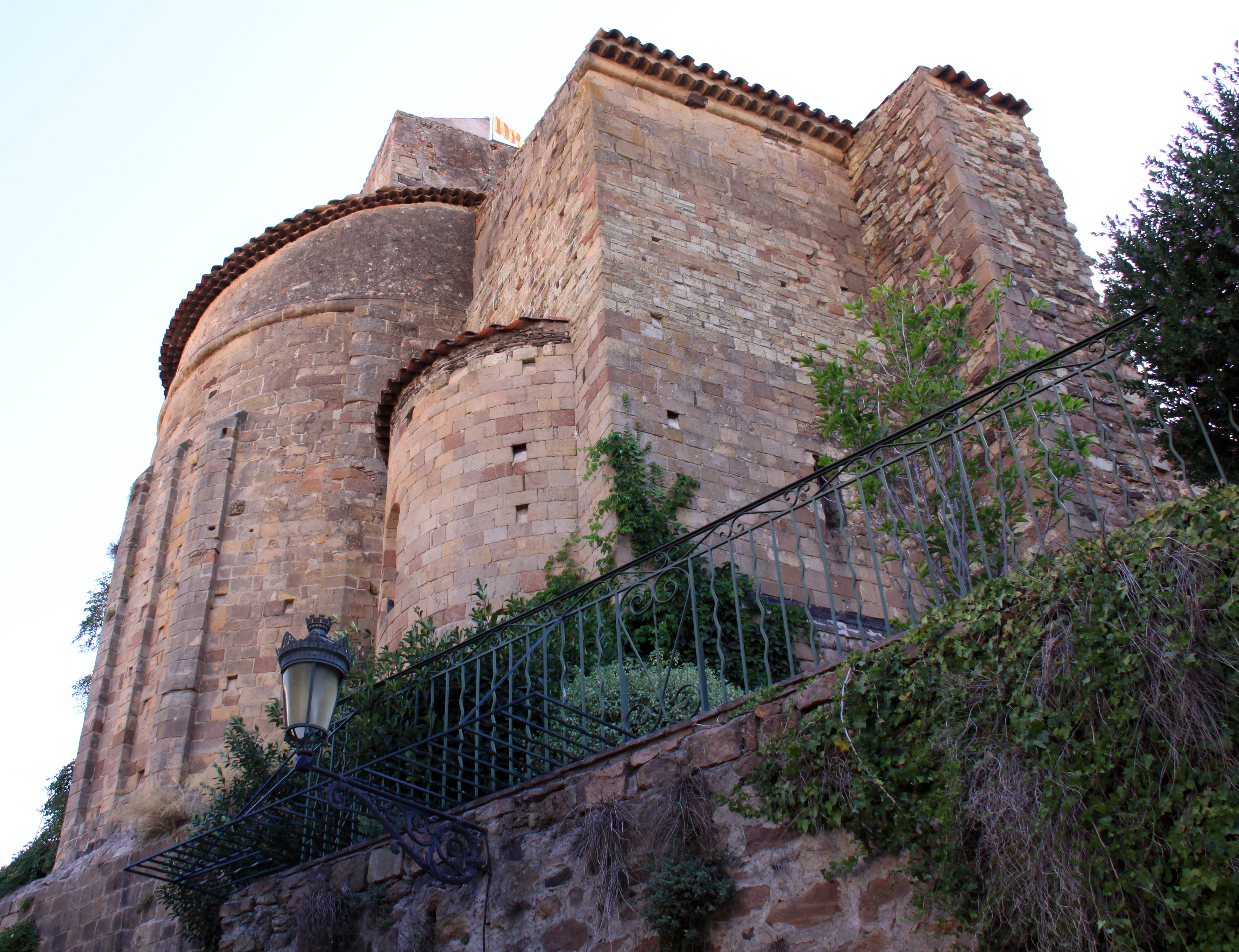
Chrám San Rafeu
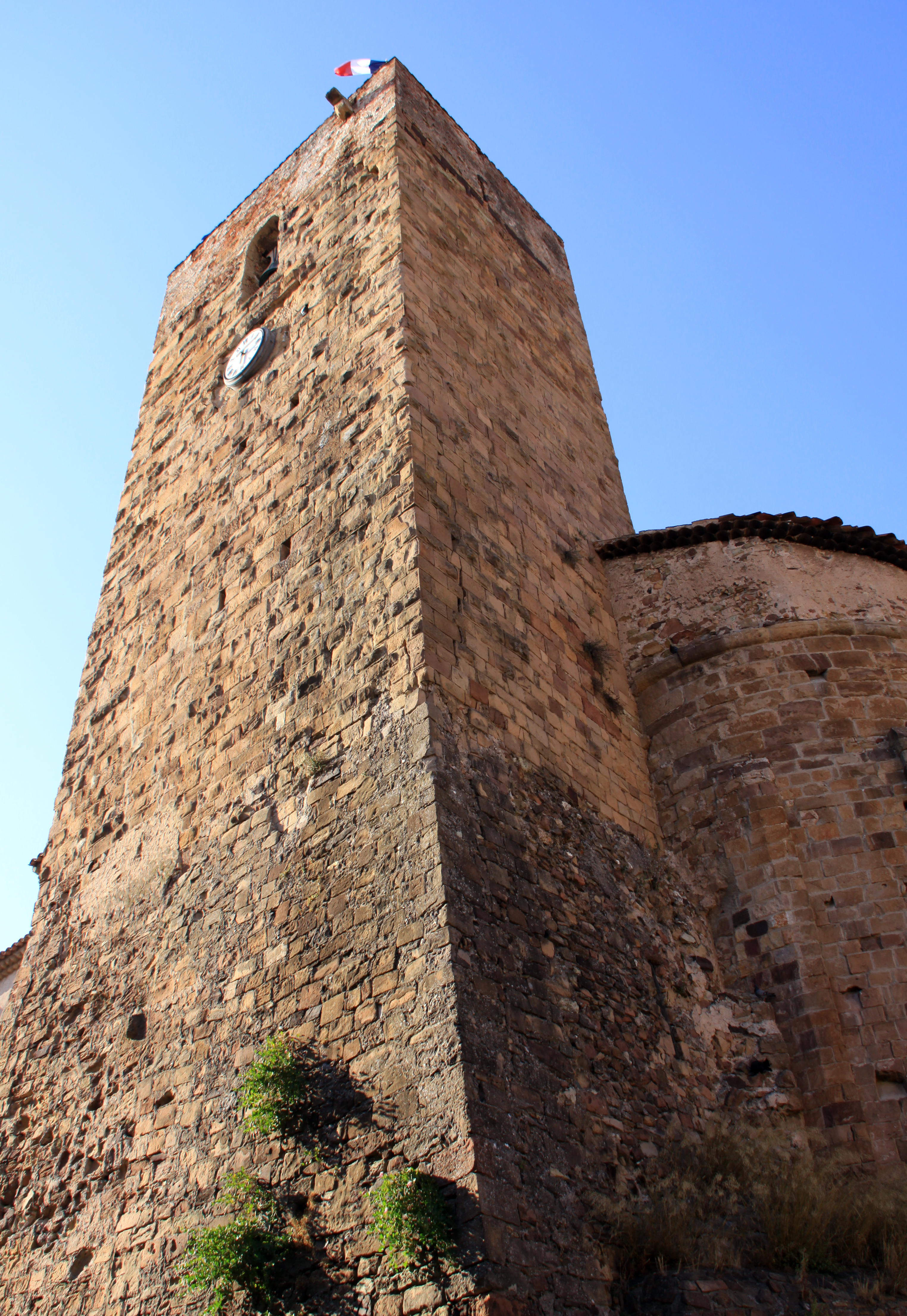
Věž San Rafeu
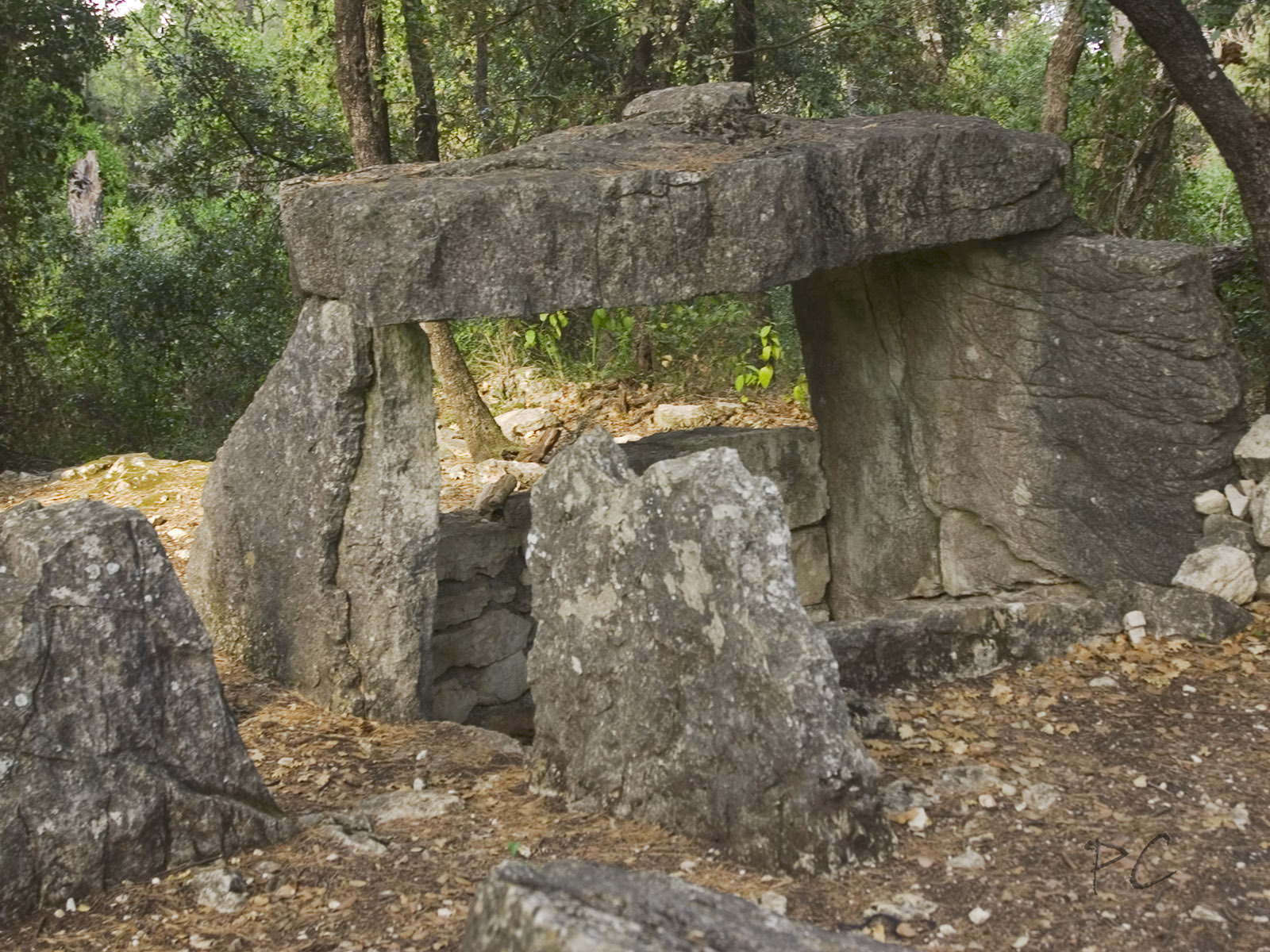
Dolmén de la Gastée
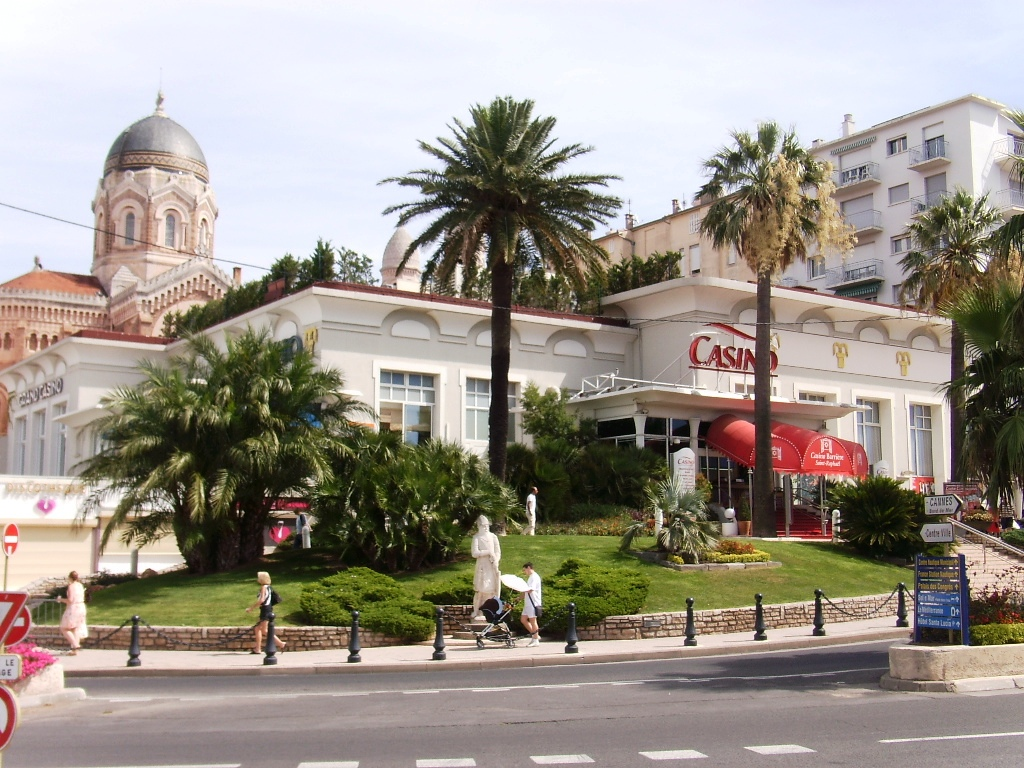
Kasino
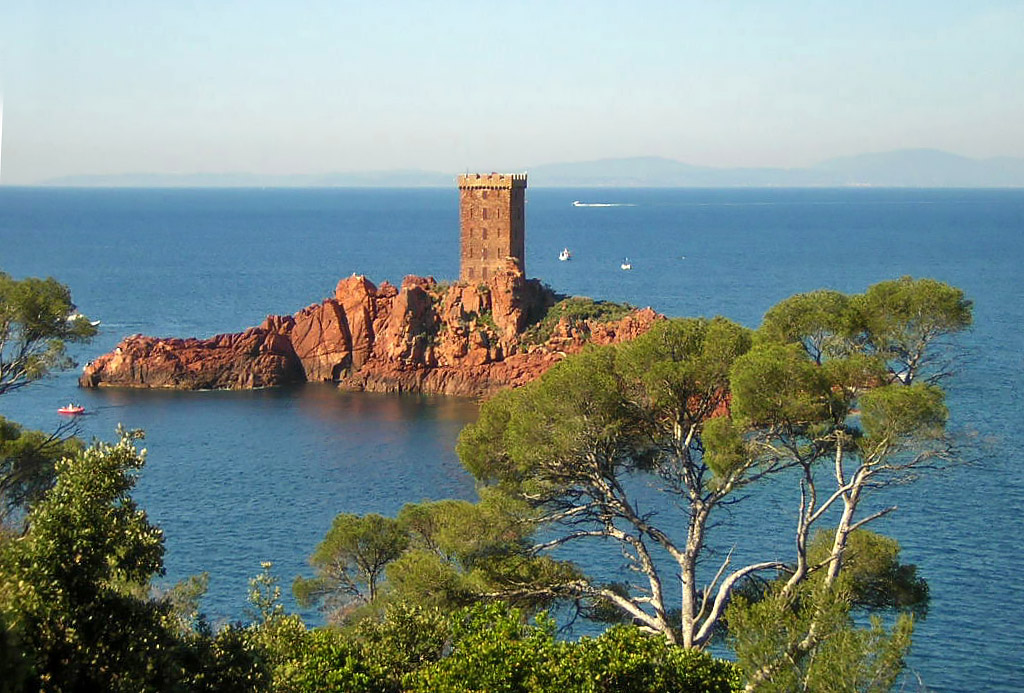
Zlatý ostrov
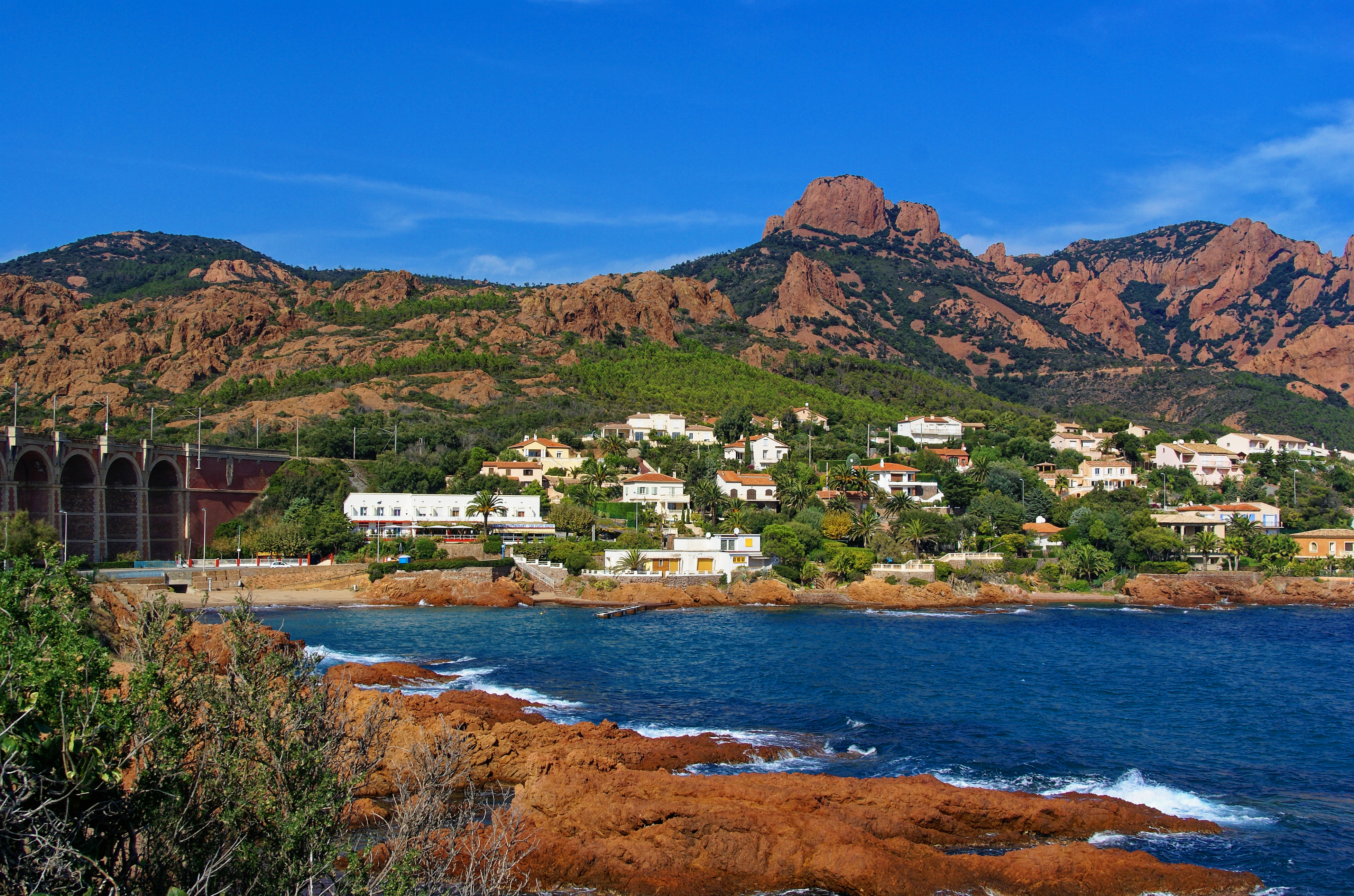
Anthéor s viaduktem